# Claude Rains

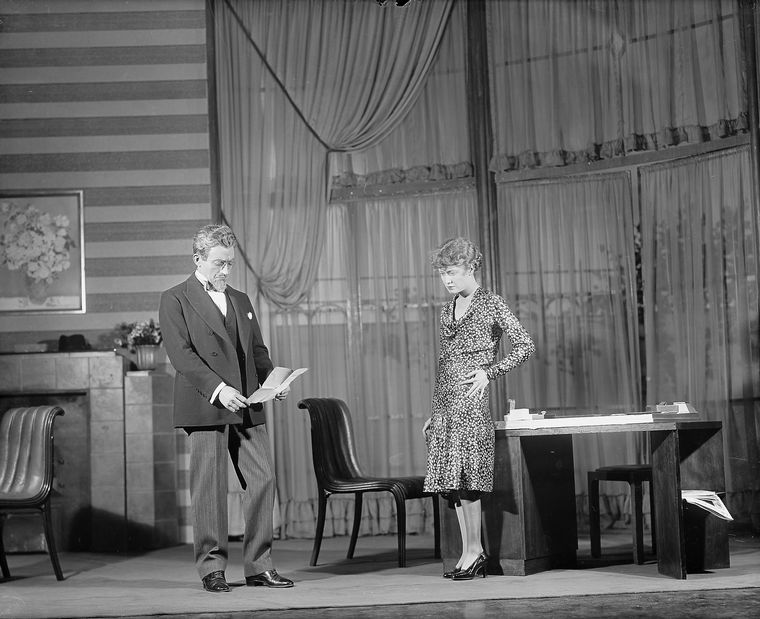
Claude Rains på Broadway 1929 tillsammans med Mary Kennedy.

Claude Rains, född 10 november 1889 i London, död 30 maj 1967 i Laconia, New Hampshire, var en brittisk skådespelare.

## Biografi
Rains debuterade på scenen i London redan som 11-åring.  På Broadway i USA debuterade han 1926, och spelade med i ett antal uppsättningar fram till 1934. 1933, efter en framgångsrik scenkarriär gjorde han filmdebut i Hollywood där han gjorde titelrollen i Den osynlige mannen. Rains hade dock tidigare haft en liten roll i en brittisk stumfilm 1920.
Han fick kontrakt hos filmbolaget Warner Bros. där han ofta fick spela skurkroller. Med sitt mjuka och behagliga sätt var han charmig även i dessa roller. Han spelade bland annat Prins John i Robin Hoods äventyr 1938, en korrupt senator i Mr Smith i Washington, och en osympatisk läkare i Ringar på vattnet (1942). I fyra filmer spelade han mot Bette Davis, bland dem Under nya stjärnor och En kvinnas väg. Bäst ihågkommen är han som den franske polischefen i Casablanca (1942). Rains spelade även huvudantagonisten i Alfred Hitchcocks thriller Notorious! 1946.
På 1950-talet gjorde han åter några roller på Broadway samtidigt som han fortsatte filma. Han gjorde även roller för TV och medverkade flera gånger i Alfred Hitchcock presenterar.
Rains nominerades till en Oscar fyra gånger i kategorin bästa manliga biroll, men vann inte någon gång. Han har en stjärna på Hollywood Walk of Fame vid adressen 6400 Hollywood Blvd.

## Filmografi i urval
- 1933 – Den osynlige mannen
- 1934 – The Clairvoyant
- 1934 – Mannen utan samvete
- 1935 – Mysteriet Edvin Drood
- 1935 – Sista utposten
- 1937 – Prinsen och tiggaren
- 1938 – Robin Hoods äventyr
- 1938 – Fyra döttrar
- 1939 – Fyra fruar
- 1939 – Juarez
- 1939 – De gjorde mig till brottsling
- 1939 – Mr Smith i Washington
- 1940 – Slaghöken
- 1941 – Min ande på villovägar
- 1941 – Ringar på vattnet
- 1941 – Varulven
- 1942 – Casablanca
- 1943 – Fantomen på Stora Operan
- 1943 – Till nu och för evigt
- 1944 – En kvinnas väg
- 1944 – På väg mot Marseille
- 1945 – Caesar och Cleopatra
- 1946 – En ängel vid min skuldra
- 1946 – Den vita lögnen
- 1946 – Notorious!
- 1947 – Längtan
- 1949 – Glödande sand
- 1950 – Vita tornet
- 1952 – Mannen som såg tågen gå förbi
- 1959 – Solens dal
- 1962 – Lawrence av Arabien
- 1965 – Mannen från Nasaret

## Teater

### Roller
| År   | Roll          | Produktion                   | Regi         | Teater                           |
| ---- | ------------- | ---------------------------- | ------------ | -------------------------------- |
| 1956 | Doktor Bruner | Night of the Auk Arch Oboler | Sidney Lumet | Playhouse Theatre, New York, USA |